# Steve Hackett
Stephen Richard Hackett, detto Steve (Londra, 12 febbraio 1950), è un compositore, chitarrista e cantante britannico di rock progressivo. È celebre soprattutto per il suo lavoro nei Genesis, con cui ha inciso otto album dal 1971 al 1977, per poi intraprendere la carriera solista.

## Biografia

### Carriera giovanile
Hackett iniziò a suonare fin da piccolo. A quattro anni ebbe in regalo il suo primo strumento, una armonica a bocca, mentre a dodici anni intraprese lo studio della chitarra come autodidatta. Il suo stile fu influenzato dalla musica classica (soprattutto Bach) e operistica (Mario Lanza), ma anche dal blues di artisti britannici come Danny Kirwan, Peter Green e John Mayall & the Bluesbreakers.
Negli anni sessanta iniziò a suonare in gruppi della nascente scena progressive (Canterbury Glass e Sarabande). Nel 1970 pubblicò il primo album (intitolato The Road) come membro dei Quiet World, un gruppo in cui suonava anche suo fratello, John Hackett, al flauto.
In cerca di una nuova band, Hackett pubblicò un annuncio sulla rivista Melody Maker in cui diceva di cercare musicisti "determinati ad andare oltre le attuali stagnanti forme musicali". All'annuncio rispose Peter Gabriel, il cui gruppo, i Genesis, cercava un rimpiazzo dopo l'abbandono di Anthony Phillips. Tra la  fine di gennaio e gli inizi di febbraio del 1971 Hackett (di un solo giorno più vecchio di Gabriel) entrò nei Genesis.

### Genesis
Dopo qualche iniziale difficoltà di inserimento, Hackett trovò nei Genesis il suo contesto ideale. Sul palcoscenico la sua immagine (con gli occhiali, seduto e chino sulla sua chitarra) controbilanciava la teatralità esplosiva di Gabriel.
La prima incisione di Hackett con i Genesis fu l'album Nursery Cryme (1971). Il ruolo della chitarra di Hackett in brani come The Musical Box (brano comunque composto maggiormente quando Phillips faceva ancora parte della band) e The Return of the Giant Hogweed fu importante. Nursery Cryme non ottenne, all'epoca, un grande successo commerciale; diversa sorte ebbe l'opera successiva dei Genesis, Foxtrot (1972). In questo album compare anche un brano strumentale acustico di Hackett, Horizons, in seguito diventato uno dei suoi classici e nel quale sono palesi i riferimenti bachiani.
Dopo Foxtrot, il successo dei Genesis continuò ad aumentare. Nel 1973 incisero Selling England by the Pound, considerato dai critici come uno degli apici della musica progressive. La tecnica di Hackett, già notata dai critici nei due lavori precedenti, comprendeva due innovative tecniche chitarristiche: il tapping (sebbene già apparso in Nursery Cryme nella canzone The Return of the Giant Hogweed) e lo sweep-picking. Dopo l'album The Lamb Lies Down on Broadway, Gabriel lascia il gruppo, sostituito alla voce dal batterista Phil Collins.
Nel 1975, Hackett fu il primo membro dei Genesis a pubblicare un album solista, Voyage of the Acolyte, a cui parteciparono altri membri del gruppo (Collins e Mike Rutherford). In quell'occasione, Hackett iniziò a sentirsi spinto verso un lavoro più indipendente; incise con i Genesis ancora due album, A Trick of the Tail e Wind & Wuthering, pubblicati entrambi nel 1976, quindi abbandonò il gruppo. In particolare, il suo abbandono fu deciso proprio in seguito a profonde divergenze di opinioni sul materiale da includere in Wind & Wuthering. Uno dei brani che la band rifiutò ad Hackett, Please Don't Touch, sarebbe stata poi recuperata sul secondo album solista di Hackett, omonimo. Un altro brano co-scritto da Hackett per Wind & Wuthering, Inside and Out, fu relegato all'EP Spot the Pigeon. Hackett annunciò il proprio ritiro dai Genesis l'8 ottobre 1977, una settimana prima della pubblicazione del secondo album live del gruppo, Seconds Out.
In seguito, Hackett avrebbe sporadicamente partecipato a concerti di "revival" dei Genesis; per esempio, il 2 ottobre 1982 la formazione classica dei Genesis si esibì in un concerto di beneficenza a favore del progetto WOMAD di Peter Gabriel.
Nel 2014 Hackett ha girato un documentario sulla carriera dei Genesis insieme agli ex compagni.

### Carriera solista

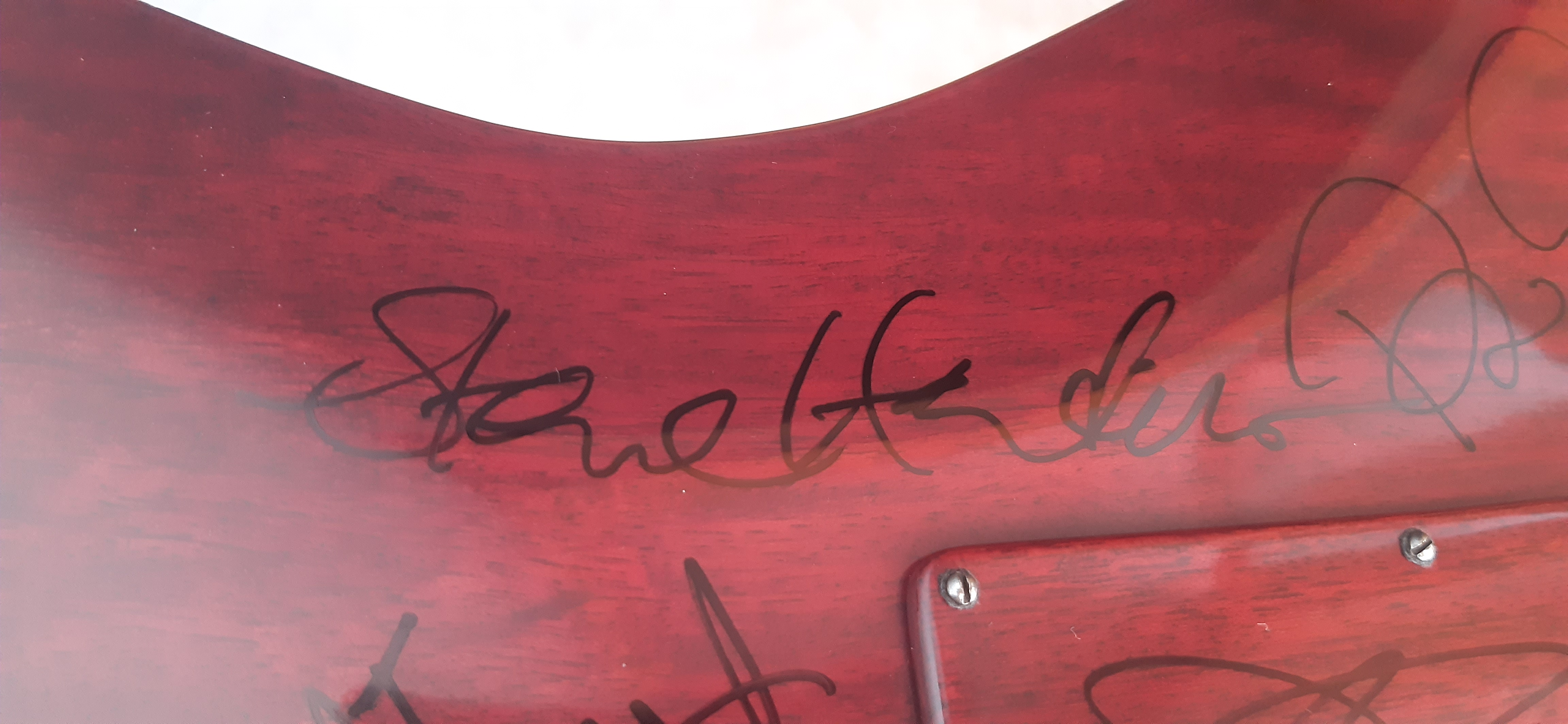
La firma di Hackett sulla chitarra "Franciscana" per la promozione della pace nel mondo.

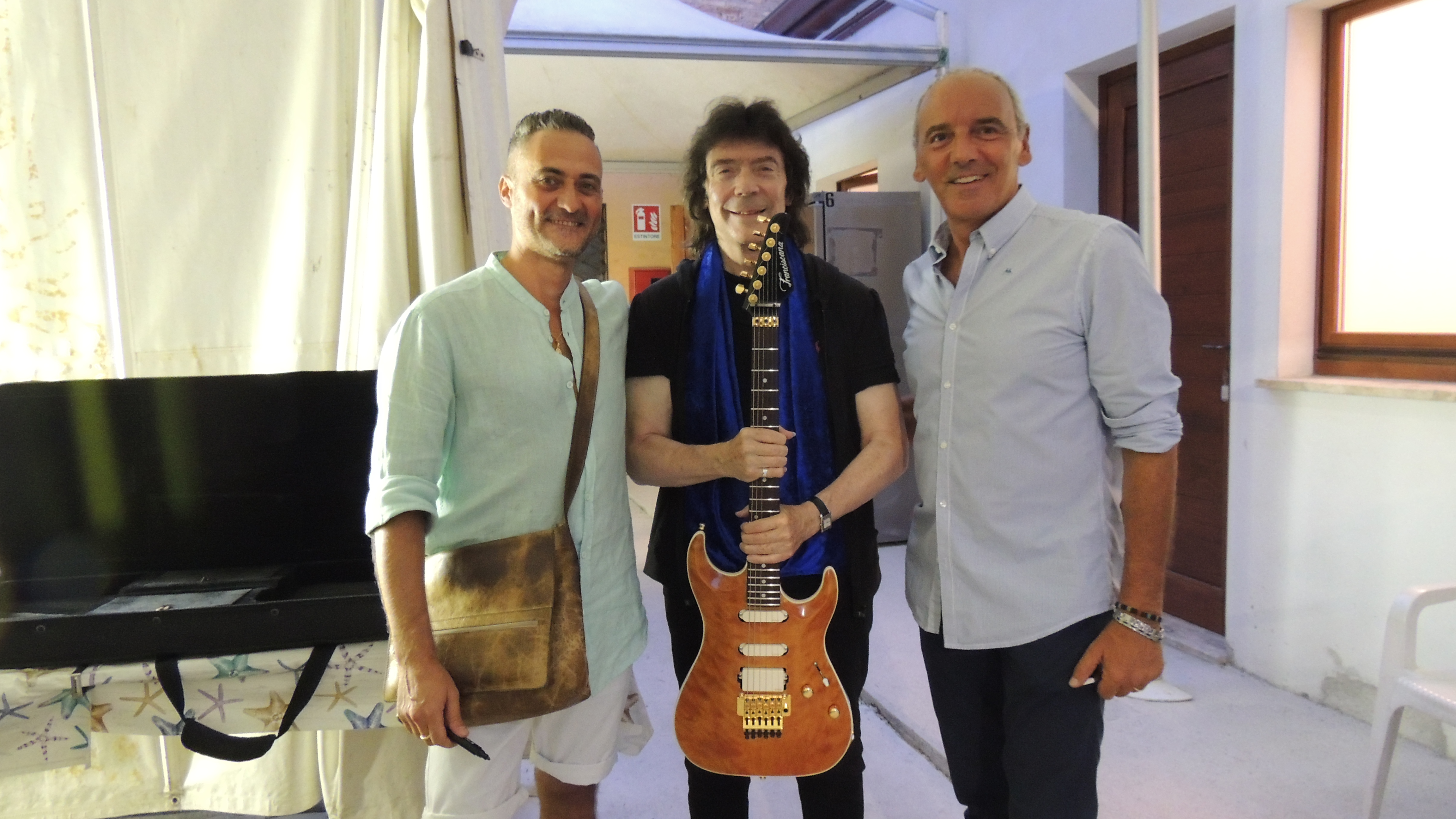
Romani, Hackett, Michelini con la "Franciscana", la chitarra elettrica costruita da Romani per la promozione della pace nel mondo. Foto di Marco Capecci

Abbandonati i Genesis, Hackett pubblicò nel 1978 il suo secondo album solista, Please Don't Touch. Come il precedente Voyage of the Acolyte, l'album risente molto dello stile dei Genesis. Esso contiene anche la seconda performance vocale di Hackett, Carry on Up the Vicarage, sebbene nella maggior parte dei brani Hackett si sia rivolto a cantanti acclamati come Richie Havens, Randy Crawford e Steve Walsh dei Kansas.
Hackett continuò a produrre circa un album all'anno; nel 1979 pubblicò Spectral Mornings e nel 1980 Defector. I suoi lavori ebbero un discreto successo sia nel Regno Unito sia negli USA; nel 1979 Hackett intraprese il proprio primo tour europeo, e nel 1980 il primo tour statunitense.
L'album del 1981 Cured segnò un certo cambiamento di stile dal progressive classico verso la musica pop. In questo lavoro Hackett cantò tutti i brani. Sebbene l'album fosse mal ricevuto negli Stati Uniti, nel Regno Unito rappresentò il massimo successo commerciale di Hackett, posizionandosi al quindicesimo posto nelle classifiche di vendita.
Sempre negli anni ottanta Hackett pubblicò i suoi primi album esclusivamente composti da brani di chitarra classica: Bay of Kings e Momentum, che contribuirono a consolidare la sua fama di virtuoso del suo strumento. Il tour di Momentum ebbe un buon successo, raccogliendo un numero di spettatori insolito per un'esibizione di chitarra classica.
Nel 1986 Hackett fondò il supergruppo GTR insieme a Steve Howe (chitarrista degli Yes). Il primo e unico album del gruppo, omonimo, ebbe un buon successo sia in Europa che in America, posizionando anche un singolo nelle top 20: When the Heart Rules the Mind. I GTR si sciolsero poco dopo, nel 1987.
Dopo la parentesi costituita dai GTR, Hackett riprese il proprio lavoro solista. La sua ampia discografia include album di progressive rock, world music e musica classica. Fra le sue opere più apprezzate si può citare A Midsummer Night's Dream, un album di musica neoclassica con l'accompagnamento della Royal Philharmonic Orchestra.
Nel 2001 prende anche parte del progetto Progressive metal Gordian Knot nel quale militano musicisti come Sean Malone (Cynic, Aghora, Anomaly, Clockwork, OSI), Bill Bruford (Yes, King Crimson), John Myung dei Dream Theater e Trey Gunn dei King Crimson.
Nel 2012 pubblica il doppio CD Genesis Revisited II nel quale propone cover di brani della band nel periodo 1971 - 1977 alternati a brani della sua carriera solista. Fra i musicisti che collaborano al progetto, anche John Wetton, Nik Kershaw e Simon Collins, figlio di Phil Collins.
Nel 2013 il disco viene ristampato in versione singola con il titolo di Genesis Revisited II - Selected con l'aggiunta della interpretazione di The Carpet Crawlers. 
Nel 2015 Hackett pubblica Wolflight e segue un tour in Europa, Canada e Stati Uniti; mentre il 24 marzo 2017 esce il venticinquesimo album solista intitolato The Night Siren.
Nel 2018 pubblica il disco dal vivo Wuthering Nights: Live In Birmingham registrato nel maggio del 2017 alla Symphony Hall di Birmingham.
Il 25 gennaio 2019 esce il venticinquesimo album solista dal titolo At the Edge of Light che porterà in concerto anche in Italia con quattro date a Roma, Bologna, Torino e Bergamo, assieme alla rievocazione tributo di Selling England by the Pound.
Nel gennaio 2021 pubblica l'album Under a mediterranean sky album acustico a cui farà seguito a settembre Surrender of Silence, 11 brani che spaziano dal prog, al rock alla world music.
Il 28 luglio 2022 prima del concerto svolto a Porto Recanati (Marche-Italia), tappa del tour mondiale “Genesis revisited – Seconds Out + More”, Hackett ha apposto la propria firma su una speciale chitarra elettrica, chiamata "Franciscana", costruita dal docente e liutaio italiano Alberto Romani per la promozione della pace nel mondo: chitarra prestigiosa e famosa per il percorso che sta compiendo tra i più grandi chitarristi del mondo i quali, con la loro firma, si rendono promotori e sensibilizzatori della pace universale. Oltre ad Hackett si annoverano in essa, le firme di Joe Satriani, Pat Metheny e Phil Palmer.

## Vita privata
Hackett è stato sposato tre volte. Il suo primo matrimonio, celebrato nel 1972, è stato con Ellen Busse; la coppia ha avuto un figlio, Oliver, nel 1974, e ha divorziato nello stesso anno. 
Nel 1981, Hackett ha sposato la brasiliana Kim Poor, artista e disegnatrice di gioielli nonché autrice di molte delle copertine dei suoi album. Hanno divorziato nel 2007, il che ha portato la Poor a intentare una causa legale contro Hackett, sostenendo che era una comproprietaria di Stephen Hackett Ltd., in cui sono state pagate tutte le future royalty dalle canzoni dei Genesis che aveva scritto ed eseguito. Nel 2006, Hackett fece in modo che tutte le royalties fossero pagate direttamente a lui piuttosto che alla società, cosa che secondo la Poor violava l'accordo in base al quale aveva diritto a una quota del denaro. La donna ha anche contestato il diritto di Hackett di realizzare nuovi album in modo indipendente, causando ulteriori problemi. Il caso è stato risolto nel 2010.
Nel giugno 2011, Hackett ha sposato Jo Lehmann, che ha scritto i testi di molte delle canzoni da lui eseguite. La sorella di Jo, Amanda, è una cantautrice e musicista che si è esibita nei tour di Hackett dal 2009.
Il suo sito ufficiale contiene un blog.

## Componenti della band

### Attuali
- Steve Hackett - chitarra, voce
- Nad Sylvan - voce, tamburino
- Roger King - tastiera, programmazione
- Rob Townsend - sassofono, flauto, tastiere, pedaliera basso, cori
- Jonas Reingold - basso, chitarra 12 corde, pedaliera basso, cori
- Craig Blundell - batteria

### Ex componenti
- Steve Walsh - voce
- John Acock - tastiere
- Tom Fowler - basso
- Peter Hicks - voce
- Nick Magnus - tastiere
- Dick Cadbury - basso
- Ian Mosley - batteria
- Julian Colbeck - tastiere
- Dave Taif Ball - basso
- Hugo Degenhardt - batteria
- Ian McDonald - sassofono
- Terry Gregory - basso
- Gary O'Toole - batteria
- Anthony Phillips - chitarra
- Nick Beggs - basso

## Discografia

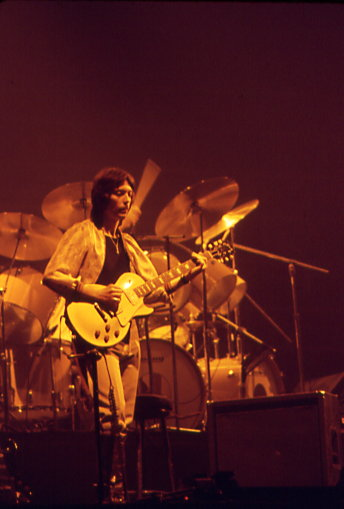
Steve Hackett nel 1977

### Album in studio
- 1975 - Voyage of the Acolyte
- 1978 - Please Don't Touch
- 1979 - Spectral Mornings
- 1980 - Defector
- 1981 - Cured
- 1982 - Highly Strung
- 1983 - Bay of Kings
- 1984 - Till We Have Faces
- 1988 - Momentum
- 1993 - Guitar Noir
- 1994 - Blues with a Feeling
- 1997 - A Midsummer Night's Dream
- 1999 - Darktown
- 2000 - Feedback '86
- 2003 - To Watch the Storms
- 2005 - Metamorpheus
- 2006 - Wild Orchids
- 2009 - Out of the Tunnel's Mouth
- 2011 - Beyond The Shrouded Horizon
- 2015 - Wolflight
- 2017 - The Night Siren
- 2019 - At the Edge of Light
- 2021 - Under a Mediterranean Sky
- 2021 - Surrender of Silence
- 2024 - The Circus and the Nightwhale

### Album tributo
- 1996 - Genesis Revisited
- 2000 - Sketches of Satie, tributo a Erik Satie, con John Hackett
- 2008 - Tribute
- 2012 - Genesis Revisited II

### Dal vivo
- 1992 - Time Lapse
- 1995 - There Are Many Sides to the Night
- 1999 - Steve Hackett: The Tokyo Tapes
- 2001 - Live Archive 70, 80, 90's
- 2002 - Somewhere in South America...
- 2002 - Hungarian Horizons
- 2003 - Live Archive NEARfest
- 2010 - Live Rails
- 2013 - Genesis Revisited: live at Hammersmith
- 2014 - Genesis Revisited: Live at Royal Albert Hall
- 2014 - Access All Areas
- 2016 - The Total Experience: Live in Liverpool
- 2018 - Wuthering Nights: Live In Birmingham

### Raccolte
- 1992 - The Unauthorised Biography
- 2002 - Genesis Files

### Colonne sonore
- 2001 - Outwitting Hitler (colonna sonora del documentario Showtime)

### In gruppo

#### Con i Quiet World
- 1970 - The Road

#### Con i Genesis
- 1971 - Nursery Cryme
- 1972 - Foxtrot
- 1973 - Genesis Live
- 1973 - Selling England by the Pound
- 1974 - The Lamb Lies Down on Broadway
- 1976 - A Trick of the Tail
- 1977 - Wind & Wuthering
- 1977 - Spot the Pigeon
- 1977 - Seconds Out
- 1982 - Three Sides Live versione inglese (nei brani It/Watcher of the Skies)
- 1998 - Genesis Archive 1967-75
- 1999 - Turn It On Again: The Hits
- 2000 - Genesis Archive 2: 1976-1992 (nei brani Entangled (Live), It's Yourself, Pigeons e Inside and Out)
- 2004 - Platinum Collection

#### Con i GTR
- 1986 - GTR
- 1997 - King Biscuit Flower Hour
- 2003 - Greatest Hits Live

#### Con Squackett (Chris Squire & Steve Hackett)
- 2012 - A Life Within a Day

### Collaborazioni
- 1973 - Peter Banks - Two Sides of Peter Banks
- 1983 - Ritchie - Vôo de Coração
- 1984 - Ritchie - E A Vida Continua
- 1985 - Eddie Hardin - Wind in the Willows
- 1986 - Box of Frogs - Strangeland
- 1987 - Ritchie - Loucura e Mágica
- 1992 - Gandalf - Gallery of dreams
- 1997 - John Wetton - Arkangel
- 1999 - Ian McDonald - Drivers Eyes
- 2001 - John Wetton - Sinister
- 2003 - Djabe - Sheafs are Dancing
- 2003 - Gordian Knot - Emergent
- 2004 - Nick Magnus - Hexameron
- 2005 - John Hackett - Checking Out of London
- 2005 - Neal Morse - ?
- 2007 - Chris Squire - Swiss Choir
- 2008 - Simon Collins - U-Catastrophe
- 2009 - Djabe - Sipi Benefit Concert
- 2009 - Algebra - JL
- 2009 - Jim McCarty - Sitting on the Top of Time
- 2010 - Nick Magnus - Children of Another God
- 2010 - Marco Lo Muscio - The Book of Bilbo and Gandalf
- 2010 - Gary Husband - Dirty And Beautiful Volume 1
- 2011 - Djabe - In The Footsteps Of Attila And Genghis
- 2011 - Cavalli Cocchi Lanzetti & Roversi - Cavalli Cocchi Lanzetti & Roversi
- 2011 - John Wetton - Raised In Captivity
- 2011 - Steven Wilson - Grace Dor Drowning
- 2012 - Artisti vari - Prog Exhibition 2
- 2012 - L'Estate di San Martino -Talsete di Marsantino
- 2012 - Djabe - Down And Up
- 2012 - The Rome Pro(g)ject -The Rome Pro(g)ject
- 2012 - Kompendium - Beneath The Waves
- 2012 - The Prog World Orchestra - A Proggy Christmas
- 2012 - Rob Cottingham - Captain Blue
- 2013 - Lifesigns - Lifesigns
- 2013 - John Hackett, Marco Lo Muscio, Carlo Matteucci - Playing the History
- 2013 - Ayreon - The Theory of Everything
- 2015 - Franck Carducci - Torn Apart
- 2015 - John Hackett - Another Life
- 2015 - Nad Sylvan - Courting The Widow
- 2015 - Dik Cadbury, Pete Hicks - Cadbury-Hicks
- 2015 - Billy Sherwood - Citizen
- 2016 - Dik Cadbury - Winds Of Change
- 2015 - Syndone - Eros & Thanatos
- 2016 - The Gift - Why the Sea Is Salt
- 2016 - The Rome Pro(G)ject - Of Fate And Glory
- 2017 - Nad Sylvan -The Bride Said No
- 2017 - The Watch - Seven
- 2017 - John Hackett Band -We Are Not Alone
- 2017 - Dave Kerzner - Static
- 2017 - Playing The History - Prog Alchymia
- 2017 - The Rome Pro(G)ject - Exegi Monumentum Aere Perennius
- 2018 - Orphaned Land - Unsung Prophets & Dead Messiahs
- 2019 - In Continuum - Acceleration Theory
- 2019 - Alan Parsons - The Secret
- 2019 - Nad Sylvan -The Regal Bastard
- 2019 - Algebra - Deconstructing Classics
- 2021 - Premiata Forneria Marconi - I Dreamed of Electric Sheep - Ho sognato pecore elettriche